# وسام القديس يوحنا
وسام القديس يوحنا هو وسام ملكي بريطاني تمنحه ملكة بريطانيا، تأسس عام 1888 بموجب ميثاق ملكي من الملكة فيكتوريا.

## تأسيس الوسام
جرى استحداث وسام القديس يوحنا لأول مرة وذلك في عام 1888 بموجب ميثاق ملكي صدر عن الملكة فيكتوريا.

## من الحائزين على الوسام
- فائق حداد.[2]
- هنري دوق جلوستر.[3]
- توماس وليامز.
- ريتشارد دوق جلوستر.[3]
- ألوين ارين.